# ソウルシティパス
ソウルシティパス(SEOUL CITYPASS)とは、かつて発売されていた大韓民国のソウル特別市内のソウル地下鉄とバスのほぼ全線で使用可能である周遊乗車券である。現在は、適用区間を拡大した「T-money Mpass」が発売されているため、新規発売は終了している。

## 概要
- 1day、2day、3dayの3種類がある。
- 乗り放題の一日乗車券タイプであるが最大利用回数が設定されており（ソウルシティツアーバス除く）、1日当たり最大20回までしか利用できない。なお2day、3dayの場合は午前0時を以て有効期間が切り替わる（1dayの場合は午前0時をもって一切無効となる）。
- 日本や台湾等の一部の韓国国外でも購入可能であるがその場合は韓国の為替相場の変動に応じて発売価格は変動される。日本で購入した場合は日本語版のガイドブックも付属される。
- またソウルシティパスプラスが1枚3000ウォンで販売されていて、サービスはスマートTマネーカードと同様であるが、観光スポットで割引を受けられるなど特典がある。これは大人・青少年・子供用がある。

## 利用可能路線
- ソウル地下鉄（ソウル特別市都市鉄道公社及びソウルメトロ）全線
- 韓国鉄道公社（広域電鉄のソウル近郊区間）
- 仁川交通公社（仁川都市鉄道1号線のみ）
- ソウル特別市内のバス全線（リムジンバス、広域 (Red) バス除く）
- ソウルシティツアーバス（都心循環コース）

## 発売価格
- 1day 15,000ウォン（日本での発売額1,200円）
- 2day 25,000ウォン（同2,000円）
- 3day 35,000ウォン（同2,800円）

## 発売箇所

### 日本
- ブックファースト渋谷店
- 南海国際旅行関西国際空港総合サービスセンター

### 韓国
- ソウル市内観光案内所
- 韓国スマートカード本社
- ミニストップ、CU（仁川国際空港1階入国場店舗）
- 首都圏のGS25（コンビニ）
- 韓国鉄道公社（広域電鉄のソウル近郊区間駅）
  - 韓国スマートカード本社、ミニストップ、CUではソウルシティパスのみ、GS25、韓国鉄道公社ではソウルシティパスプラスのみ発売。